# Cosmisoma cambaia
Cosmisoma cambaia là một loài bọ cánh cứng trong họ Cerambycidae.